# Giovanni Pettorino
Giovanni Pettorino (Roma, 24 luglio 1956) è un ammiraglio italiano, dal 10 febbraio 2018 al 24 luglio 2021 ha ricoperto la carica di Comandante generale del Corpo delle capitanerie di porto - Guardia costiera.

## Biografia
Dopo aver conseguito la laurea in Scienze Politiche presso l’Università “La Sapienza” di Roma, ha fatto parte per oltre quattro anni del gruppo sportivo militare delle “Fiamme Gialle”, quindi nel 1981 ha frequentato il corso Ufficiali a Nomina Diretta nell'Accademia navale di Livorno.
Presta servizio presso le Capitanerie di Porto di Napoli e Viareggio ed effettua periodi di imbarco a bordo della fregata Alpino e del dragamine Larice, a seguito dei quali frequenta il 13º corso di abilitazione al Comando di unità d’altura della Guardia Costiera nel 1986.
Successivamente, dopo aver conseguito la specializzazione in “Diritto internazionale marittimo” presso la IIª Università degli Studi di Roma, ha ricoperto nel 1989/1990, con il grado di Tenente di Vascello, l’incarico di Capo dell’Ufficio Circondariale Marittimo e Comandante del porto di Sanremo.
Nel 1991/1992 ha partecipato alla prima missione della Guardia Costiera in Albania con il 22º Gruppo Navale, mentre nel 1994/1995 ha frequentato il 14º corso Normale di Stato Maggiore presso l’Istituto di Guerra Marittima di Livorno.
Dopo aver svolto dal 1995 al 1999 l’incarico di Comandante in IIª della Capitaneria di Porto di Pescara, periodo in cui frequenta il 1º corso dell’Istituto Superiore di Stato Maggiore Interforze, diviene dal 1999 al 2001 il Capo del Compartimento Marittimo e Comandante del porto di Gioia Tauro e dal 2000 svolge anche la funzione di Commissario aggiunto dell’Autorità Portuale di Gioia Tauro.
Dal febbraio 2001 viene destinato presso il Comando Generale del Corpo delle Capitanerie di Porto Guardia Costiera dove svolge dapprima l’incarico di Capo Ufficio Servizi d’Istituto e successivamente quello di Ufficiale superiore addetto ai rapporti con il Parlamento.
Dopo aver ricoperto dal 2004 al 2005 l’incarico di Ufficiale Superiore addetto al Ministro delle infrastrutture e dei trasporti, viene designato dal 2005 al 2007, nel grado di Capitano di Vascello, quale Capo del Compartimento Marittimo e Comandante del porto di La Spezia.

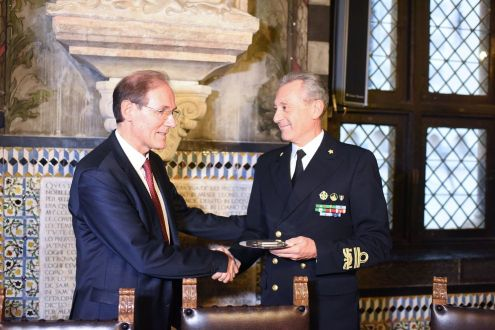
L'Ammiraglio Pettorino nel periodo di commissariamento dell'Autorità portuale

Dal 2007 al 2010 presso il Comando Generale ha rivestito, quindi, l’incarico di Assistente del Comandante Generale del Corpo delle Capitanerie di porto – Guardia Costiera e anche quello di Capo Ufficio Relazioni Esterne, dal settembre 2008 al settembre 2009.
Successivamente, dal 2010 al 2013, con il grado di Contrammiraglio, viene designato Direttore Marittimo delle Marche, Capo del Compartimento Marittimo e Comandante del porto di Ancona. Nel 2013 è destinato presso il Comando Generale del Corpo delle Capitanerie di Porto dove svolge fino al 2015 l’incarico di Capo del 3º Reparto Piani e Operazioni alle cui dipendenze opera il Centro Nazionale di Coordinamento di Soccorso Marittimo (IMRCC). Nel 2014 ha coordinato le operazioni di trasferimento della nave Costa Concordia, dall'isola del Giglio, dove si era incagliata nel gennaio del 2012, a Genova dove verrà completamente demolita nel 2017. Mentre nel dicembre 2014 ha coordinato le operazioni di soccorso al traghetto Norman Atlantic, in fiamme al largo delle coste pugliesi.
Dal 3 ottobre 2015 ha assunto l’incarico di Direttore Marittimo della Liguria e Comandante del porto di Genova, mentre dal novembre 2015 al dicembre 2016 ha assunto, altresì, l’incarico di Commissario Straordinario dell’Autorità Portuale di Genova.
Con Decreto del Presidente della Repubblica in data 8 gennaio 2018, è stato nominato, a decorrere dal 10 febbraio 2018, Comandante Generale del Corpo delle Capitanerie di Porto Guardia Costiera con contestuale conferimento del grado di Ammiraglio Ispettore Capo, subentrando al pari grado Vincenzo Melone.
Dal 14 settembre 2018, durante la decima riunione plenaria svoltasi ad Amburgo, l'Italia ha assunto il ruolo di Presidente del Forum delle funzioni di guardia costiera europea, al termine del mandato della Germania. Il compito è stato affidato alla Guardia Costiera italiana ed alla Guardia di Finanza, nominata co-presidente del Forum.
Il 24 luglio 2021 ha terminato il suo mandato di Comandante Generale del Corpo delle Capitanerie di Porto, per sopravvenuti limiti di età, lasciando il posto all'Ammiraglio Ispettore Capo Nicola Carlone.
Dal luglio 2021 a marzo 2022 è stato Commissario dell'Autorità  di sistema portuale del Mar Adriatico Centrale e, sino a ottobre del 2022, ha rivestito l'incarico di esperto del Ministro delle Infrastrutture e dei Trasporti nell'ambito della Conferenza nazionale dei Presidenti delle Autorità Portuali.